# Kalmia szerokolistna

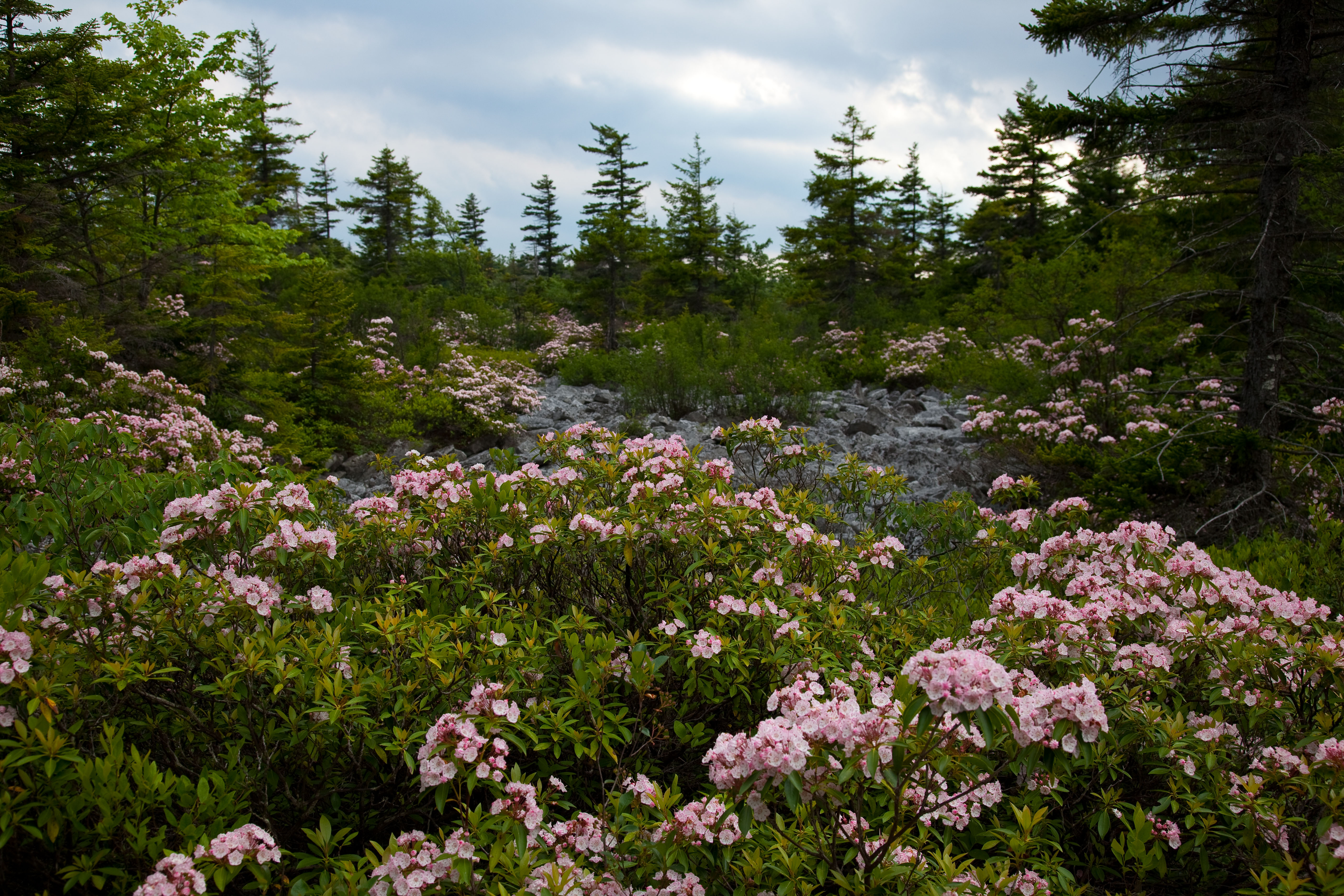
Zarośla kalmii w Wirginii Zachodniej

Kalmia szerokolistna (Kalmia latifolia) – gatunek typowy rodzaju kalmia (Kalmia) z rodziny wrzosowatych. Występuje naturalnie we wschodniej części Ameryki Północnej, na obszarze Stanów Zjednoczonych. Jego zasięg rozciąga się od południowej części stanu Maine po północną część Florydy, na zachodzie sięgając do stanów Indiana i Luizjana. Po raz pierwszy kalmia została odkryta w 1624 roku, ale nazwę naukową zyskała w XVIII wieku od nazwiska botanika Pehr Kalma, który przesłał jej próbki Karolowi Linneuszowi. Gatunek uważany jest za jedną z najbardziej efektownych roślin rodzimych dla Ameryki Północnej.

## Morfologia
PokrójW zależności od warunków siedliskowych roślina przyjmuje formę krzewiastą lub małego drzewa o wysokości do 2-8 (rzadko 12) m. W warunkach polskich jest to zwykle krzew o pokroju szeroko-kulistym, dorastający do 3 metrów wysokości i podobnej szerokości. Pędy wyprostowane, okrągłe na przekroju, gruczołowato owłosione.
LiścieSkrętoległe, choć na wolno rosnących pędach mogą być pozornie okółkowe. Blaszka liściowa osadzona jest na ogonku długości od 1 do 3 cm. Blaszka jest zimozielona, sztywna, całobrzega, z wierzchu naga i mocno błyszcząca. Spód liścia jest jaśniejszy, owłosiony na nerwie głównym. Liście osiągają długość 4–12 cm i szerokość 1,5–5 cm, mają kształt eliptyczny lub eliptycznolancetowaty (szerokolancetowaty), nasada liścia jest klinowata, szczyt liścia krótko zaostrzony.
KwiatySkupione po 20–40 w kwiatostanach stanowiących szczytowe baldachrogrona. Rozwijają się na szypułkach o długości 2–4 cm. Działki kielicha zielone do czerwonawych, owalne, do 3–3,5 mm długości, na szczycie zaostrzone, nagie lub gruczołowato owłosione. Płatki korony zrosłe niemal na całej długości osiągają od 1,5 do 3 cm długości. Od zewnątrz są nieco gruczołowato owłosione, od wewnątrz są omszone. Zwykle mają barwę różową, ale bywają żywo czerwone i czysto białe, zwykle z purpurowymi plamkami we wgłębieniach, w których znajdują się łączniki pylników. Nitki pręcików osiągają długość 4–5 mm, słupek ma długość 10–18 mm.
OwoceKuliste, pięciokomorowe torebki o wymiarach 3–5 × 4–7 mm. Nasiona do 1 mm długości jajowate lub nieco wygięte, oskrzydlone.
KorzeniePłytki system korzeniowy, wrażliwy na uszkodzenia mechaniczne.

## Biologia i ekologia
Występuje do 1900 m n.p.m. Zasiedla lasy iglaste na stokach górskich, miejsca skaliste i piaszczyste, urwiska nad strumieniami i rzekami, wąwozy, czasem tworzy gęste zarośla. Kwitnie od kwietnia do czerwca.

## Wykorzystanie i uprawa
Roślina sprowadzona jako ozdobna do Europy w XVIII wieku. Twarde, ale kruche drewno stosowano dawniej do wytwarzania ogrodzeń, poręczy i wykończeń meblarskich. Roślina uprawiana jest w wielu odmianach, ze względu na walory dekoracyjne kwiatów. Wymaga gleb kwaśnych w zakresie 4,6–6 pH i stanowiska słonecznego do półcienistego.

## Toksyczność
Wszystkie części zielone rośliny, kwiaty, pędy, pyłek i liście, a także produkty wytworzone z rośliny np. miód, są wysoce toksyczne. Składniki rośliny są trujące dla ludzi, a także niektórych zwierząt m.in.: koni, kóz, bydła czy jeleni. Substancje toksyczne to głównie rododendryna i arbutyna, wywołujące po zażyciu m.in.: trudności w oddychaniu, brak łaknienia, nadmierne wytwarzanie śliny i wydzielin z oczu i nosa, depresję, częste wypróżnienia i wymioty, osłabienie, drgawki, paraliż, a nawet śpiączkę i śmierć.

## Znaczenie symboliczne
Kalmia szerokolistna jest uważana symbolicznie za "kwiat stanowy" stanu Connecticut w Stanach Zjednoczonych.